# Понтичела (Болоња)
Понтичела (итал. Ponticella) је насеље у Италији у округу Болоња, региону Емилија-Ромања.
Према процени из 2011. у насељу је живело 2883 становника. Насеље се налази на надморској висини од 132 м.